# Francia ai Giochi della VII Olimpiade
La Francia ha partecipato ai Giochi della VII Olimpiade, svoltisi ad Anversa, con una delegazione di 304 atleti (296 uomini, 8 donne), suddivisi su 23 discipline.

## Medagliere

### Per discipline
| Sport             | Oro | Argento | Bronzo | Totale |
| ----------------- | --- | ------- | ------ | ------ |
| Atletica leggera  | 1   | 2       | 1      | 4      |
| Canottaggio       | 0   | 1       | 1      | 2      |
| Ciclismo          | 1   | 0       | 1      | 2      |
| Equitazione       | 0   | 2       | 0      | 2      |
| Ginnastica        | 0   | 1       | 2      | 3      |
| Pugilato          | 1   | 1       | 1      | 3      |
| Rugby a 15        | 0   | 1       | 0      | 1      |
| Scherma           | 1   | 4       | 3      | 8      |
| Sollevamento pesi | 2   | 0       | 1      | 3      |
| Tennis            | 2   | 0       | 2      | 4      |
| Tiro              | 0   | 2       | 0      | 2      |
| Tiro con l'arco   | 1   | 4       | 1      | 6      |
| Vela              | 0   | 1       | 0      | 1      |
| Totale            | 9   | 19      | 13     | 41     |

### Medaglie
| Medaglia | Atleta | Sport             | Evento                                     |
| -------- | --- | ----------------- | ------------------------------------------ |
| Oro      | Joseph Guillemot | Atletica leggera  | 5000 metri piani                           |
| Oro      | Fernand Canteloube Georges Detreille Achille Souchard Marcel Gobillot | Ciclismo          | Corsa a squadre                            |
| Oro      | Paul Fritsch | Pugilato          | Pesi piuma                                 |
| Oro      | Armand Massard | Scherma           | Spada individuale maschile                 |
| Oro      | Henri Gance | Sollevamento pesi | Pesi medi                                  |
| Oro      | Ernest Cadine | Sollevamento pesi | Pesi massimi-leggeri                       |
| Oro      | Suzanne Lenglen | Tennis            | Singolare femminile                        |
| Oro      | Suzanne Lenglen Max Décugis | Tennis            | Doppio misto                               |
| Oro      | Julien Brulé | Tiro con l'arco   | Target Archery 50 metri individuale        |
| Argento  | Joseph Guillemot | Atletica leggera  | 10000 metri piani                          |
| Argento  | René Lorain René Tirard René Mourlon Émile Ali | Atletica leggera  | Staffetta 4×100 metri                      |
| Argento  | Gabriel Poix Maurice Bouton Ernest Barberolle | Canottaggio       | Due con maschile                           |
| Argento  | Field | Equitazione       | Volteggio a cavallo individuale            |
| Argento  | Field Salins Cauchy | Equitazione       | Volteggio a cavallo a squadre              |
| Argento  | Marco Torrès | Ginnastica        | Concorso individuale maschile              |
| Argento  | Jean Gachet | Pugilato          | Pesi piuma                                 |
| Argento  | Francia | Rugby a 15        | -                                          |
| Argento  | Philippe Cattiau | Scherma           | Fioretto individuale maschile              |
| Argento  | Lionel Bony de Castellane Gaston Amson Philippe Cattiau Roger Ducret André Labatut Georges Trombert Lucien Gaudin Marcel Perrot | Scherma           | Fioretto a squadre maschile                |
| Argento  | Alexandre Lippmann | Scherma           | Spada individuale maschile                 |
| Argento  | Georges Trombert Jean Margraff Marc Perrodon Henri de Saint Germain | Scherma           | Sciabola a squadre maschile                |
| Argento  | Léon Johnson | Tiro              | Carabina militare a terra 300m individuale |
| Argento  | Léon Johnson Achille Paroche Émile Rumeau André Parmentier Georges Roes | Tiro              | Carabina militare a terra 300m a squadre   |
| Argento  | Léonce Quentin | Tiro con l'arco   | Target Archery 28 metri individuale        |
| Argento  | Julien Brulé | Tiro con l'arco   | Target Archery 33 metri individuale        |
| Argento  | Léonce Quentin Julien Brulé Pascal Fauvel Eugène Grisot Eugène Richez Paul Leroy Arthur Mabillon Léon Epin | Tiro con l'arco   | Target Archery 33 metri a squadre          |
| Argento  | Julien Brulé Pascal Fauvel Léonce Quentin Eugène Grisot Eugène Richez Paul Leroy Arthur Mabillon Léon Epin | Tiro con l'arco   | Target Archery 50 metri a squadre          |
| Argento  | Albert Weil Félix Picon Robert Monier | Vela              | Classe 6,5 metri                           |
| Bronzo   | Géo André Gaston Féry Maurice Delvart André Devaux | Atletica leggera  | Staffetta 4×400 metri                      |
| Bronzo   | Alfred Plé Gaston Giran | Canottaggio       | Due di coppia maschile                     |
| Bronzo   | Fernand Canteloube | Ciclismo          | Corsa individuale                          |
| Bronzo   | Jean Gounot | Ginnastica        | Concorso individuale maschile              |
| Bronzo   | Georges Berger Émile Bouchès René Boulanger Alfred Buyenne Eugène Cordonnier Léon Delsarte Lucien Démanet Paul Durin Victor Duvant Fernand Fauconnier Arthur Hermann Albert Hersoy Alphonse Higelin Auguste Hoël Louis Kimpe Georges Lagouge Paulin Lemaire Ernest Lespinasse Émile Martel Jules Pirard Eugène Pollet Georges Thurnherr Marco Torrès François Walker Julien Wartelle Paul Wartelle\| | Ginnastica        | Concorso a squadre maschile                |
| Bronzo   | Xavier Eluère | Pugilato          | Pesi massimi                               |
| Bronzo   | Roger Ducret | Scherma           | Fioretto individuale maschile              |
| Bronzo   | Gustave Buchard | Scherma           | Spada individuale maschile                 |
| Bronzo   | Armand Massard Alexandre Lippmann Gustave Buchard Georges Trombert Georges Casanova Louis Moreau Gaston Amson | Scherma           | Spada a squadre maschile                   |
| Bronzo   | Léon Bernot | Sollevamento pesi | Pesi massimi                               |
| Bronzo   | Pierre Albarran Max Décugis | Tennis            | Doppio maschile                            |
| Bronzo   | Élisabeth d'Ayen Suzanne Lenglen | Tennis            | Doppio femminile                           |
| Bronzo   | Léonce Quentin Julien Brulé Pascal Fauvel Eugène Grisot Eugène Richez Paul Leroy Arthur Mabillon Léon Epin | Tiro con l'arco   | Target Archery 28 metri a squadre          |

## Risultati

### Pallanuoto
| Atleta | Classifica                                                                 |                    |
| --- | -------------------------------------------------------------------------- | ------------------ |
| V · D · M Nazionale maschile francese di pallanuoto · Giochi olimpici - Anversa 1920 Thorailler · Drigny · Mayaud · Padou · Duvanel · Hussaud · Vasseur · CT : - | 6°                                                                         |                    |
| Nazionale maschile francese di pallanuoto · Giochi olimpici - Anversa 1920                                                                                       |                                                                            |                    |
| Thorailler · Drigny · Mayaud · Padou · Duvanel · Hussaud · Vasseur · CT: -                                                                                       | Thorailler · Drigny · Mayaud · Padou · Duvanel · Hussaud · Vasseur · CT: - | Francia (bandiera) |